# Eloszlásfüggvény
Az (Ω, A, P) valószínűségi mezőn értelmezett X valószínűségi változó eloszlásfüggvénye a következő összefüggéssel definiált függvény:
Az így értelmezett függvény balról folytonos. Néha megengednek egyenlőséget is, ekkor a függvény jobbról folytonos lesz. Az angol és a német szakirodalom jobbról folytonosként értelmezi. Kolmogorov nyomán az egykori keleti blokk országaiban a szigorú egyenlőtlenséget használják. 
Az eloszlásfüggvény tehát minden x valós számhoz annak a valószínűségét rendeli, hogy a valószínűségi változó ennél kisebb értéket vesz fel.
Az eloszlásfüggvény segítségével lehet sok alapvető jelentőségű valószínűségszámítási fogalmat definiálni, például a sűrűségfüggvényt és a várható értéket. Az eloszlásfüggvény segítségével lehet definiálni a valószínűségi változók egyik legfontosabb osztályát a folytonos valószínűségi változók osztályát is.
Általánosítható magasabb dimenziókra is, így a többváltozós (közös) eloszlásfüggvényhez jutunk.

## Definíció

### Definíció valószínűségi mértékkel
Adva legyen a {\displaystyle P} valószínűségi mérték a valós számok eseményterén, azaz legyen minden valós szám esemény. Balról folytonosságot feltételezve az
{\displaystyle F_{P}(x)=P((-\infty ,x))}, {\displaystyle F_{P}\colon \mathbb {R} \to [0,1]} függvény
a {\displaystyle P} valószínűség eloszlásfüggvénye.
Más szóval, a függvény az {\displaystyle x} helyen annak a valószínűségét adja meg, hogy bekövetkezik az {\displaystyle (-\infty ,x)} esemény.

### Definíció valószínűségi változóval
Ha {\displaystyle X} valószínűségi változó, akkor az
{\displaystyle F_{X}(x)=P(X<x)}
függvény {\displaystyle X} eloszlásfüggvénye. Itt {\displaystyle P(X<x)} annak a valószínűsége, hogy {\displaystyle X} értéke kisebb {\displaystyle x}-nél.
Ezzel a valószínűségi változó eloszlásfüggvénye ugyanaz, mint eloszlásának eloszlásfüggvénye.

### Alternatív definíciók

Eloszlásfüggvények jobb oldali folytonosságot használva. Fent diszkrét, középen folytonos, alul vegyes eloszláshoz

Az angol és a német szakirodalomban az egyenlőtlenséget nem értelmezik szigorúan. Tehát a definíciókban
{\displaystyle F_{P}(x)=P((-\infty ,x))}, {\displaystyle F_{P}\colon \mathbb {R} \to [0,1]}
helyett
{\displaystyle F_{P}(x)=P((-\infty ,x])}, {\displaystyle F_{P}\colon \mathbb {R} \to [0,1]}
és {\displaystyle (-\infty ,x)} helyett {\displaystyle (-\infty ,x]} szerepel.
Továbbá 
{\displaystyle F_{X}(x)=P(X<x)},
helyett
{\displaystyle F_{X}(x)=P(X\leq x)},
{\displaystyle X} értéke kisebb {\displaystyle x}-nél helyett legfeljebb {\displaystyle x} szerepel.
Ennek következtében a függvény balról folytonos helyett jobbról folytonos lesz. Folytonos eloszlások esetén a kétféle definíció ugyanazt az eredményt adja.

### Példák
Szigorú egyenlőtlenség alkalmazásakor a binomiális eloszlás eloszlásfüggvénye:
{\displaystyle F(x)=P(X<x)=\sum _{k=0}^{\lceil x-1\rceil }{n \choose k}p^{k}(1-p)^{n-k}}
továbbá
{\displaystyle F(m)=\sum _{k=0}^{m-1}P(X=k)}.
Ha az egyenlőtlenség nem szigorú, akkor:
{\displaystyle F(x)=P(X\leq x)=\sum _{k=0}^{\lfloor x\rfloor }{n \choose k}p^{k}(1-p)^{n-k}}
A két konvenció egyenrangú, de választani kell közülük. Források feldolgozásakor erre ügyelni kell, mivel a képleteket nem mindig lehet átvenni, csak folytonos esetben. Erre utal az is, ha van sűrűségfüggvény.

## Az eloszlásfüggvény tulajdonságai
- Az eloszlásfüggvény egyértelműen meghatározza a valószínűségi változó eloszlását és viszont.
- Szemben a valószínűségi változókat jellemző többi függvénnyel (sűrűségfüggvény, karakterisztikus függvény, generátorfüggvény), eloszlásfüggvénye minden valószínűségi változónak van.
- Bármely F(x) eloszlásfüggvényre teljesül, hogy

(a) monoton nem csökkenő
(b) balról folytonos. Az egyenlőség megengedéséből ehelyett jobbról folytonosság következik. A folytonosság ekvivalens azzal, hogy minden pont valószínűsége nulla.
(c) a {\displaystyle -\infty }-ben 0, a {\displaystyle +\infty }-ben 1 a határértéke.
Megmutatható, hogy az állítás fordítottja is igaz: az F(x) függvény pontosan akkor eloszlásfüggvénye valamely valószínűségi változónak, ha a fenti három tulajdonság egyidejűleg teljesül rá. Ez továbbá egyértelmű, azaz adott eloszlás egyértelműen visszaállítható az eloszlásfüggvényből, és fordítva.
Eloszlásfüggvénynek legfeljebb megszámlálható sok szakadása lehet.

## Példák

### Sűrűséges valószínűségi mértékek
Ha a {\displaystyle P} valószínűségi mérték valószínűségi sűrűsége {\displaystyle f_{P}}, akkor
{\displaystyle P((a,b))=\int _{a}^{b}f_{P}(x)\,\mathrm {d} x}.
Ekkor az eloszlásfüggvény
{\displaystyle F_{P}(x)=\int _{-\infty }^{x}f_{P}(t)\,\mathrm {d} t}.
Például az exponenciális eloszlás sűrűsége
{\displaystyle f_{\lambda }(x)={\begin{cases}\displaystyle \lambda {\rm {e}}^{-\lambda x}&x\geq 0\\0&x<0\end{cases}}}.
Ha tehát az {\displaystyle X} valószínűségi változó exponenciális eloszlású, vagyis {\displaystyle X\sim \operatorname {Exp} (\lambda )}, akkor
{\displaystyle F_{X}(x)=\int _{-\infty }^{x}f_{\lambda }(t)\,\mathrm {d} t={\begin{cases}1-\mathrm {e} ^{-\lambda x}&x\geq 0,\\0&x<0.\end{cases}}}.
Ez az eljárás azonban nem általánosítható minden esetre. Ugyanis egyrészt nincs minden, a valós számokon értelmezett valószínűségi függvénynek sűrűségfüggvénye, másrészt a sűrűségfüggvényből nem következik, hogy integrálja előáll zárt alakban. Az előbbire példák a diszkrét valószínűségeloszlások a valós számokon értelmezve, az utóbbira pedig a normális eloszlás.

### Diszkrét valószínűségi mértékek
Legyen {\displaystyle X} egy {\displaystyle p\in (0,1)} paraméterű Bernoulli-eloszlású valószínűségi változó, ekkor
{\displaystyle P(X=0)=1-p{\text{ és }}P(X=1)=p}
ekkor az eloszlásfüggvény
{\displaystyle F_{X}(x)={\begin{cases}0&{\text{ ha }}x<0\\1-p&{\text{ ha }}0\leq x\leq 1\\1&{\text{ ha }}x>1\end{cases}}}
Általánosabban, ha {\displaystyle X} nemnegatív egész számokat vesz fel, akkor
{\displaystyle F_{X}(x)=\sum _{k=0}^{\lfloor x-1\rfloor }P(X=k)}.
Ahol {\displaystyle \lfloor \cdot \rfloor } az egészrész, vagyis {\displaystyle \lfloor x\rfloor } a legnagyobb egész, ami nem nagyobb az {\displaystyle x} számnál.

## Mértékelméleti általánosítás
Létezik az eloszlásfüggvénynek egy általánosabb, mértékelméleti definíciója is. Ez a következő: legyen μ véges mérték egy A halmazon, valamint g egy olyan μ-mérhető függvény, melynek értelmezési tartománya a teljes A halmaz (eltekintve esetleg az A egy μ-vel mérve 0 mértékű részhalmazától) és Rn-beli értékeket vesz fel. Ekkor a g eloszlásfüggvénye a
összefüggéssel definiált függvény. A valószínűségszámítás eloszlásfüggvénye esetében a μ szerepében a P valószínűségi mérték áll – ami a definíciója miatt véges – az A halmazt az Ω eseménytér adja, g helyén pedig az X valószínűségi változó áll – ami szintén definícióból adódóan az egész Ω-n értelmezett.

## Konvergencia
Az {\displaystyle (F_{n})_{n\in \mathbb {N} }}  eloszlásfüggvények sorozata gyengén konvergál az  {\displaystyle F} eloszlásfüggvényhez, ha {\displaystyle \lim _{n\to \infty }F_{n}(x)=F(x)} minden olyan {\displaystyle x\in \mathbb {R} } esetén, ahol az {\displaystyle F} folytonos.
Valószínűségi változók esetén használják az eloszlásban konvergens és sztochasztikusan konvergens kifejezéseket is.
Helly-Bray tétele az eloszlásfüggvények gyenge konvergenciájáról hidat képez a mértékek gyenge konvergenciájához. Valószínűségi mértékek akkor gyengén konvergensek, ha eloszlásfüggvényeik gyengén konvergensek. Valószínűségi változók eloszlásban konvergensek, ha eloszlásfüggvényeik sorozata gyengén konvergens.
Egyes szerzők inkább az eloszlásban konvergens fogalmát vezetik be előbb, mivel ez könnyebben leírható.
Mértékelméleti értelemben vett eloszlásfüggvények esetén a fenti definíció nem korrekt, mivel mértékelméleti értelemben egy másik fajta konvergenciát vezet be. Ez azonban valószínűségi mértékek esetében egybeesik a gyenge konvergenciával. Az eloszlásfüggvények gyenge konvergenciáját a  Lévy-távolsággal metrizálják.

## Osztályozás
A diszkrét valószínűségi változók eloszlásfüggvénye konstans szakaszokból áll, amelyek felfelé ugranak. Az ugrófüggvények közé tartoznak.
A folytonos eloszlások tovább osztályozhatók:
- Abszolút folytonos eloszlások, ezeknek van sűrűségfüggvényük. Tipikus példák a normális és az exponenciális eloszlások.
- Folytonosszinguláris eloszlások, amelyeknek nincs sűrűségfüggvényük. Ilyen például a Cantor-eloszlás.

Abszolút folytonos esetben a sűrűségfüggvény az eloszlásfüggvény deriváltja. Habár a többi eloszlásfüggvény is majdnem mindenütt deriválható, deriváltjuk majdnem mindenütt nulla.

## Rokon fogalmak

### Tapasztalati eloszlásfüggvény
Egy statisztika tapasztalati eloszlásfüggvénye a statisztika egy fontos szereplője. Formálisan egy {\displaystyle (x_{1},\dots ,x_{n})} statisztika tapasztalati eloszlásfüggvénye megegyezik az {\displaystyle (x_{1},\dots ,x_{n})} pontokon vett diszkrét egyenletes eloszlásnak. A Gliwenko–Cantelli tétel szerint a független véletlen számokból álló szúrópróba tapasztalati eloszlásfüggvénye tart ahhoz az eloszlásfüggvényhez, amely eloszlásból a véletlen számok származnak.

### Közös eloszlásfüggvény és peremeloszlások
A közös eloszlásfüggvény általánosítja az eloszlásfüggvényt több dimenzióra több véletlen változó vagy valószínűségi vektorváltozó együttes eloszlásaként. Az egyes valószínűségi változókhoz illetve koordinátákhoz tartozó eloszlásfüggvények a peremeloszlás-függvények, amelyek hasonlóan kaphatók meg, mint az eloszlásfüggvény. A közös eloszlásfüggvény {\displaystyle \mathbb {R} ^{k}}-ban van definiálva, ahol {\displaystyle k\geq 1}.

### Általánosított inverz eloszlásfüggvény
Az általánosított inverz eloszlásfüggvények bizonyos értelemben és megkötésekkel az eloszlásfüggvények inverzének tekinthetők. Jelentőségük a kvantilisek kiszámításában áll.

### Mértékelméleti értelemben vett eloszlásfüggvény
Eloszlásfüggvények definiálhatók a valós számokon vett bármely véges mértékre. A mértékelméleti értelemben vett eloszlásfüggvények tükrözik az eloszlás lényeges tulajdonságait, és az eloszlásfüggvény általánosításának tekinthetők.

### Túlélési függvény
A túlélési függvény az eloszlásfüggvénnyel szemben azt mutatja meg, hogy mekkora annak a valószínűsége, hogy egy bizonyos értéket meghaladjon a valószínűségi változó. Használják például az élettartamok elemzéséhez, ezzel mérik, hogy mi a valószínűsége egy életkor túlélésének.

### Többváltozós és magasabb dimenziós eloszlásfüggvény
A többváltozós eloszlásfüggvényeket valószínűségi vektorváltozókhoz rendelik. A magasabb dimenziós eloszlásfüggvényt inkább a mértékelméleti értelemben használják.

## Fordítás
Ez a szócikk részben vagy egészben  a   Verteilungsfunktion című német Wikipédia-szócikk fordításán alapul.  Az eredeti cikk szerkesztőit annak laptörténete sorolja fel. Ez a jelzés csupán a megfogalmazás eredetét és a szerzői jogokat jelzi, nem szolgál a cikkben szereplő információk forrásmegjelöléseként.